# Ashikaga Takauji

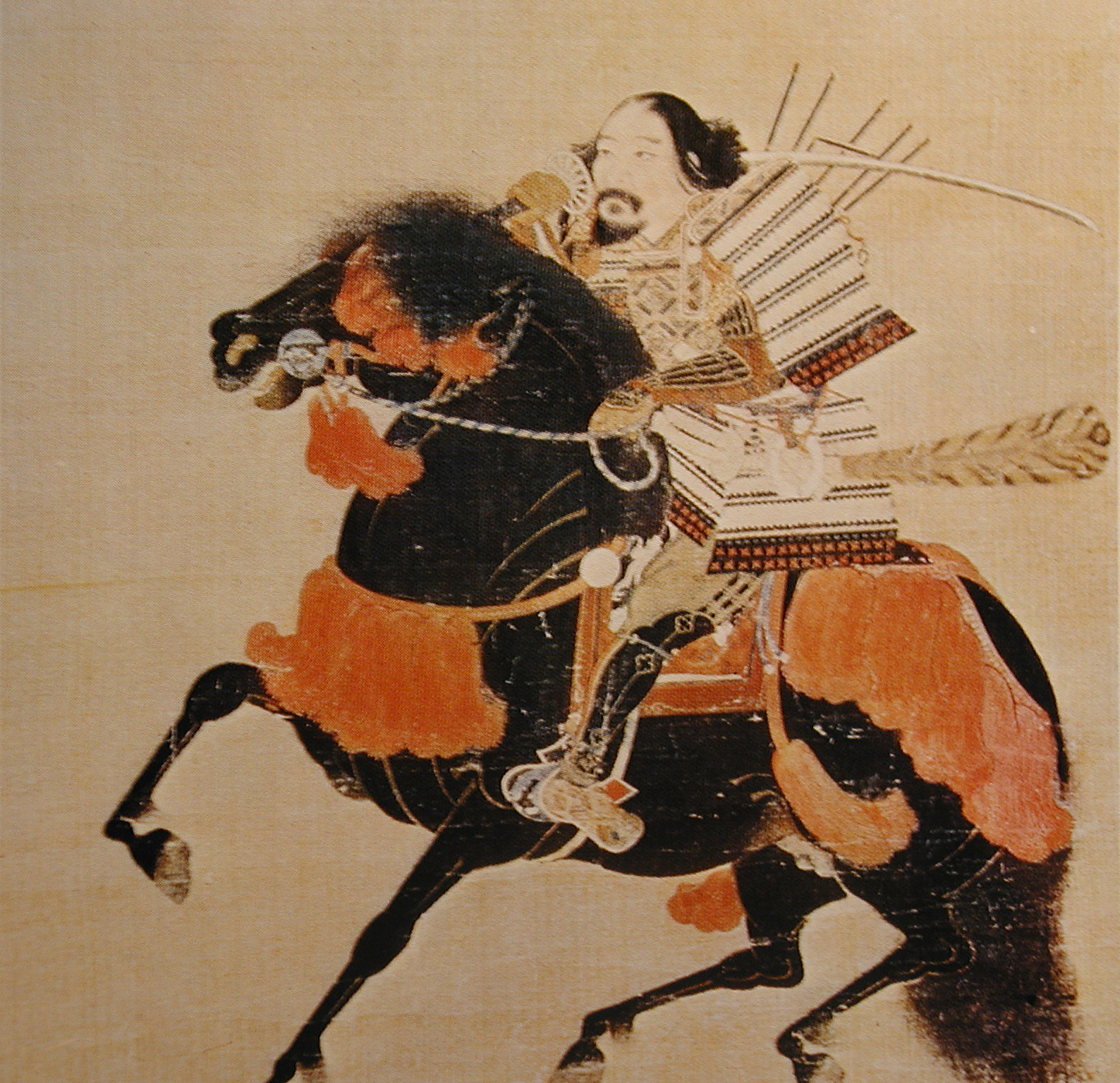
Ashikaga Takauji

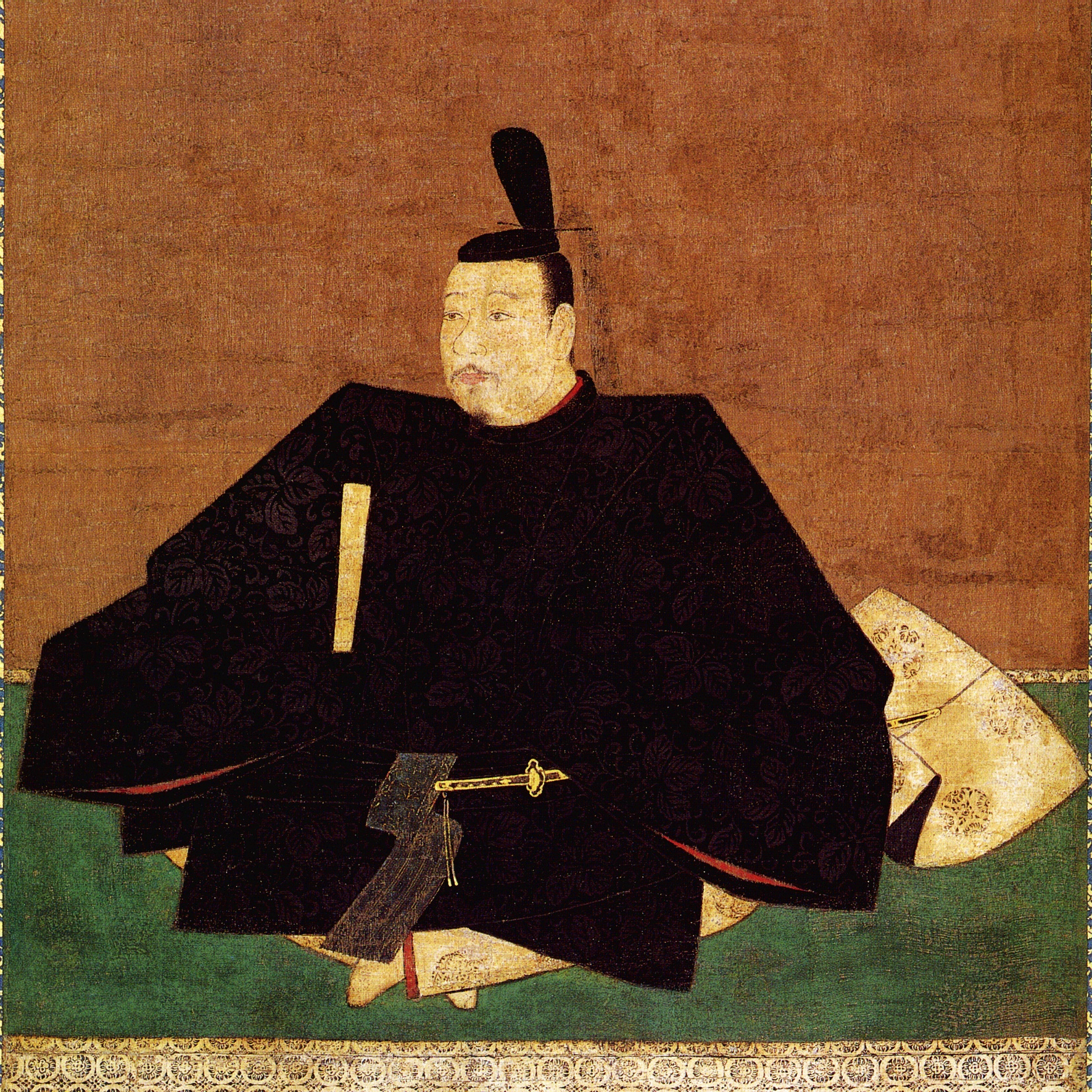
Ashika Takauji

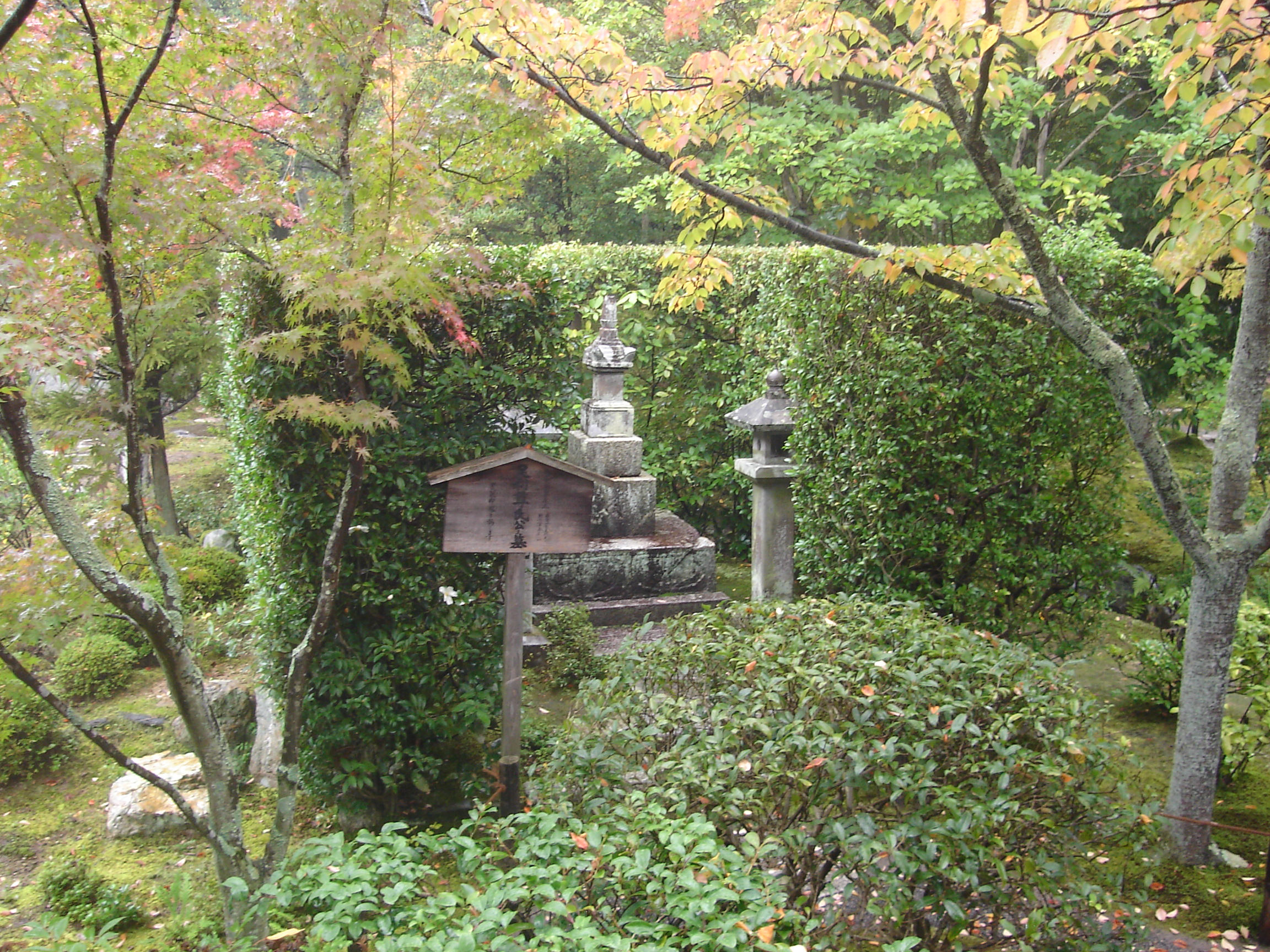
Graf van Ashikaga Takauji

Ashikaga Takauji (Japans: 足利尊氏) (1305-1358) was een Japanse generaal, en de eerste shogun van het Ashikaga-shogunaat.
Ashikaga werd in 1333 door de Hojo shikken van het Kamakura-shogunaat opgedragen om tegen de in opstand gekomen keizer Go-Daigo te strijden, maar hij liep over naar de partij van de keizer, en veroverde voor deze Kioto in juli van dat jaar.
Ashikaga had gehoopt door Go-Daigo met het shogunaat beloond te worden; dit gebeurde echter niet. Desondanks ging hij door met het opbouwen van een bakufu in het district Muromachi van Kioto, parallel aan de opbouw van het keizerlijke hof door Go-Daigo.
In 1335 werd Ashikaga gevraagd naar Kamakura te trekken om een opstand van Hojo Tokiyuki neer te slaan. Hij deed dit, maar kwam daarna zelf in opstand tegen Go-Daigo. Hij veroverde aanvankelijk Kioto, maar werd daarna door de keizersgetrouwen naar Kyushu teruggedreven. Met steun vanuit Kyushu veroverde hij in 1336 Kioto opnieuw, en nu definitief.

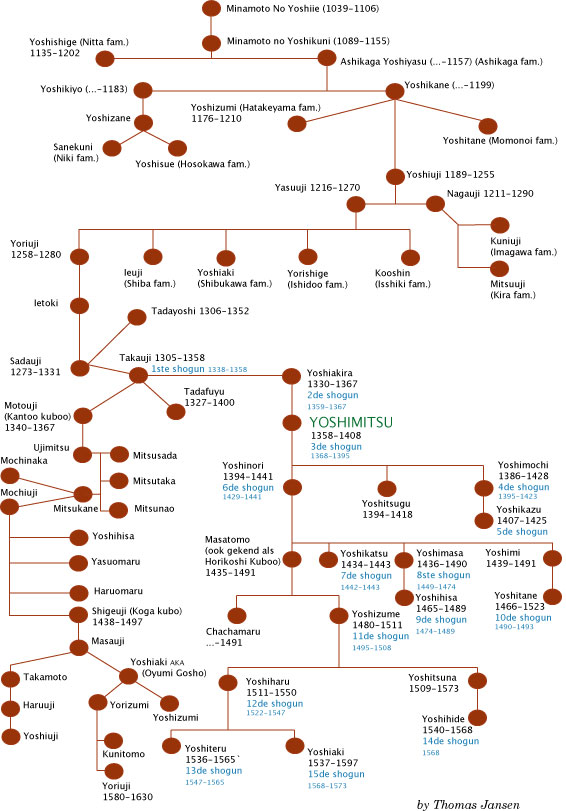
Een korte stamboom van de Ashikaga-familie en verwanten.
Klik voor een grotere afbeelding.

Go-Daigo vluchtte naar het zuiden, en zette daar zijn hof op, maar Ashikaga benoemde Komyo tot keizer in Kioto, die op zijn beurt Ashikaga in 1338 tot shogun benoemde. Hiermee begon de periode van Noordelijke en Zuidelijke Hoven, die duurde tot 1392, toen shogun Ashikaga Yoshimitsu keizer Go-Kameyama wist te bewegen naar Kioto terug te keren. Takauji zelf werd na zijn dood opgevolgd door zijn zoon Ashikaga Yoshiakira.
De Ashikaga zouden tot 1573 het shogunaat in handen houden, maar hun macht werd spoedig minder door de verdergaande onafhankelijkheid van de diverse plaatselijke krijgsheren in de Sengoku-periode.